# Veridiana da Silva Prado
Veridiana Valéria da Silva Prado (São Paulo, 11 de febrero de 1825 — São Paulo, 11 de junio de 1910) fue una aristócrata, propietaria de tierras rurales, e intelectual brasileña.

## Biografía
Veridiana era hija de Antônio da Silva Prado, barón de Iguape, cafeicultor, comerciante de azúcar y de tropas, uno de los paulistanos más ricos de la época, y de María Cândida de Moura. En el año de 1838, cumplidos los 13 años, contrajo matrimonio con su medio tío Martinho da Silva Prado, de veintisiete años: catorce años mayor que la esposa.

### Vida social e intelectual
Desde el año de 1848, vivieron en su granja ubicada en Rua de la Consolación, era una propiedad de dos pisos de ladrillo del siglo XVIII, que se hallaba al lado de la Iglesia de la Consolación, utilizándola cuando pasaban temporadas en São Paulo, y dejaban la "Hacienda Campo Alto", donde ella y su marido, a la sazón próspero cafeicultor, residían el resto del año. En el año de 1877, se separaron, pasando ella a ocupar la parte inferior de la casa, y su exmarido la superior.
Al año siguiente adquirió un terreno, donde construiría su palacete en estilo europeo francés, com materiales totalmente importados. Poseía bellos jardines, huerta, ocupando una gran área, desde la antigua Rua de Santa Cecília (actual Rua Doña Veridiana) hasta la actual Avenida Angélica, con el límite entre la Avenida Higienópolis y la actual Rua Jaguaribe; dándole el nombre a la propiedad de Chacra Vila Maria, donde había inclusive un campo de fútbol.
Poseía una educación refinada, siendo muy culta, para los moldes culturales locales y a tono con los de Europa, promoviendo en su chacra numerosos encuentros de intelectuales, artistas, políticos, y científicos, dando pie a reuniones sociales y culturales, e impulsando debates políticos y literarios. Hoy, el palacete aún existente, en la Avenida Higienópolis, en el Barrio de Higienópolis, aun así, la mayor parte de su área se ha subdividido, formando una extensión del barrio Higienópolis de São Paulo.
Lo que quedó de la zona original, durante muchos años albergó el refinado "São Paulo Clube", y posteriormente, habiendo cerrado el club sus actividades en 2007, fue incorporado por el "Iate Clube de Santos" que pasó a ocupar el espacio, a partir del 2008.
Frente a sus osadías, como su separación matrimonial algunos pasaron de simples habladurías a amenazas de muerte, pero no la intimidaron a Veridiana. Así continuó con sus actitudes de desafío, como la de caminar sola por las calles casi hasta su muerte en 1910, a los 83 años.
Fue madrina de Edmundo Navarro de Andrade (1881 - 1941), que realizó importantes avances en la horticultura en el Estado de São Paulo y también en otros Estados.

## Descendencia
El matrimonio de Veridiana y Martinho da Silva Prado, tuvo los siguientes hijos:
- Anésia da Silva Prado, que se casó con Elias Antônio Pacheco e Chaves (1842 — 1903)
- Antônio da Silva Prado (1840 - 1929), que se casó con María Catarina da Costa Pinto
- Martinho Prado Júnior, que se casó con Albertina de Morais Pinto
- Ana Blandina Vicência da Silva Prado: "condesa Pereira Pinto", por la Santa Sede[3]
- Antônio Caio da Silva Prado (1853 - 1889)
- Eduardo Prado (1860-1901)

## Honores

### Epónimos

#### Rua Doña Veridiana
Doña Veridiana da su nombre a una rua en el "Barrio de Higienópolis", en la capital paulista, próximo a la Estación Santa Cecília del Metro de São Paulo. Considerada una de las 3 mujeres fundadoras del Barrio de Higienópolis, en su primera etapa, de los altos de Santa Cecília, juntamente con Doña Maria Antônia da Silva Ramos (Rua Maria Antônia), Doña Maria Angélica Souza Queiroz Aguiar de Barros (Avenida Angélica), cuyas presencias son evocadas por las ruas que llevan sus nombres.
La rua Doña Veridiana es una vía de mano única, en sentido hacia el Barrio de Higienópolis en dirección al centro, hacia Santa Cecília y otras parte de la ciudad. Commienza en Vila Buarque, cerca del Largo Santa Cecília (más precisamente atrás de la Iglesia de Santa Cecilia), y termina en la Avenida Higienópolis, en el Barrio homónimo.